# كاثرين إمونز فورس
كاثرين إمونز فورس (بالإنجليزية: Katherine Emmons Force)‏ هي نجمة اجتماعية وسيدة أعمال أمريكية، ولدت في 12 مارس 1890 في بروكلين في الولايات المتحدة، وتوفيت في 8 سبتمبر 1956 في نيوبورت في الولايات المتحدة.